# Course en ligne féminine aux championnats du monde de cyclisme sur route 2022
La course en ligne féminine aux championnats du monde de cyclisme sur route 2022 a lieu le 24 septembre 2022 entre Helensburgh et Wollongong, en Australie. La Néerlandaise Annemiek van Vleuten remporte le titre pour la seconde fois.

## Parcours
Le départ des courses « élites » est fixé à Helensburgh, à environ 30 km au nord de Wollongong. Les coureurs prennent la direction du sud en longeant l'Océan Pacifique et rejoignent Wollongong avant d'entamer une boucle de 34 km autour du Mount Keira (8,7 km avec une pente moyenne de 5 % et une pente maximale de 15 %). À l'issue de cette boucle, les coureurs se retrouvent sur le circuit de Wollongong à accomplir six fois. Ce circuit de 17,7 km présente un dénivelé de 220 m et comprend comme principale difficulté la montée de Mount Pleasant (1,1 km avec une pente moyenne de 7,7 % et une pente maximale de 14 %),. 
Au total, le parcours des femmes compte 2433 mètres de dénivelé sur une distance de 164,3 km (1 boucle du Mount Keira, 6 fois le circuit de Wollongong),.

## Qualification
| Équipes nationales (38)- Allemagne - Algérie - Argentine - Australie - Autriche - Belgique - Brésil - Canada - Colombie - Cuba - Danemark - Érythrée - Slovaquie - Slovénie - Émirats arabes unis - Espagne - États-Unis - France - Grande-Bretagne - Hong Kong - Italie - Israël - Japon - Lituanie - Luxembourg - Nouvelle-Zélande - Norvège - Pays-Bas - Pologne - Tchéquie - Rwanda - Serbie - Afrique du Sud - Suède - Suisse - Thaïlande - Ukraine - Ouzbekistan |
| |

## Favorites
La favorite de la course est initialement Annemiek van Vleuten. Néanmoins sa chute lors du contre-la-montre par équipes mixte du mercredi qui lui a provoqué une fracture du coude, rend sa forme incertaine. La vainqueur sortante Elisa Balsamo est une autre favorite en cas d'arrivée au sprint. Lotte Kopecky et Marianne Vos sont les autres prétendantes dans cette configuration. Si la course est plus animée les favorites sont : Elisa Longo Borghini, Demi Vollering, Grace Brown, Cecilie Uttrup Ludwig, Katarzyna Niewiadoma, Juliette Labous et Mavi Garcia,.

## Récit de la course
Positives au COVID, les sœurs Christina et Kathrin Schweinberger, mais surtout une des favorites Demi Vollering sont non-partantes. La première attaque vient d'Elena Hartmann qui est accompagnée de Coralie Demay. Elles sont rapidement reprises. Demay repart ensuite avec Nicole Koller. Cette échappée est de courte durée. Gladys Verhulst contre et obtient une minute trente d'avance lors du premier passage sur la ligne. L'écart se réduit dans l'ascension du mont Keira et elle est reprise dans la descente. Julie Van de Velde, Elynor Bäckstedt et Caroline Andersson sortent ensuite. Leur avantage atteint également une minute trente. Andersson est distancée dans le mont Pleasant. Elle est rejointe par Aude Biannic, sortie du peloton. Ce dernier les reprend. Plus loin, Elena Cecchini fait le bon vers le duo de tête. Ce mouvement provoque une réaction des équipes néerlandaise, française et australienne. Le trio est repris à cinquante-quatre kilomètres de la ligne. L'équipe d'Australie passe alors à l'offensive avec Amanda Spratt, puis Grace Brown et enfin Sarah Roy qui prend un certain avantage. À 25 kilomètres du terme, l'Italienne Elisa Longo Borghini et l'Allemande Liane Lippert s'échappent lors de l'avant-dernière montée du Mount Pleasant. Elles sont poursuivies par la Danoise Cecilie Uttrup Ludwig, la Polonaise Katarzyna Niewiadoma et la Sud-Africaine Ashleigh Moolman qui finissent par revenir sur le duo de tête cinq kilomètres plus loin. Mais les cinq coureuses sont reprises par le peloton. La Suisse Marlen Reusser tente alors sa chance en solo et crée un écart allant jusqu'à 30 secondes mais elle est reprise dans l'ultime ascension du Mount Pleasant. Et ce sont les cinq mêmes coureuses qui avaient fait la course en tête lors du tour précédent qui se retrouvent de nouveau au devant de la course : l'Italienne Elisa Longo Borghini, la Danoise Cecilie Uttrup Ludwig, la Polonaise Katarzyna Niewiadoma, l'Allemande Liane Lippert et la Sud-Africaine Ashleigh Moolman. L'entente dans ce groupe n'est toutefois pas optimale. Ce qui permet le retour de cinq adversaires un peu avant la flamme rouge puis trois autres un peu plus loin. Parmi ces coureuses revenues les dernières, la Néerlandaise Annemiek van Vleuten place directement une attaque aux 700 mètres depuis l'arrière du groupe, dépasse tout le monde sans susciter de réactions directes pour s'isoler en tête avec une avance de quelques dizaines de mètres. La Néerlandaise résiste au retour du groupe de chasse dont le sprint est remporté par la Belge Lotte Kopecky.

## Classement
| \| Classement général \| Classement général \| Classement général \| Classement général \| Classement général \| \| Coureuse \| Coureuse \| Pays \| Équipe \| Temps \| \| ------------------ \| --------------------- \| ------------------ \| ------------------ \| ------------------ \| \| 1re \| Annemiek van Vleuten \| Pays-Bas \| Pays-Bas \| 4 h 24 min 25 s \| \| 2e \| Lotte Kopecky \| Belgique \| Belgique \| + 1 s \| \| 3e \| Silvia Persico \| Italie \| Italie \| + 1 s \| \| 4e \| Liane Lippert \| Allemagne \| Allemagne \| + 1 s \| \| 5e \| Cecilie Uttrup Ludwig \| Danemark \| Danemark \| + 1 s \| \| 6e \| Arlenis Sierra \| Cuba \| Cuba \| + 1 s \| \| 7e \| Juliette Labous \| France \| France \| + 1 s \| \| 8e \| Katarzyna Niewiadoma \| Pologne \| Pologne \| + 1 s \| \| 9e \| Elise Chabbey \| Suisse \| Suisse \| + 1 s \| \| 10e \| Elisa Longo Borghini \| Italie \| Italie \| + 1 s \| |                       |           |           |                 |
| |                       |           |           |                 |
| Source : ProCyclingStats |                       |           |           |                 |
| Classement général |                       |           |           |                 |
| Coureuse | Coureuse              | Pays      | Équipe    | Temps           |
| 1re | Annemiek van Vleuten  | Pays-Bas  | Pays-Bas  | 4 h 24 min 25 s |
| 2e | Lotte Kopecky         | Belgique  | Belgique  | + 1 s           |
| 3e | Silvia Persico        | Italie    | Italie    | + 1 s           |
| 4e | Liane Lippert         | Allemagne | Allemagne | + 1 s           |
| 5e | Cecilie Uttrup Ludwig | Danemark  | Danemark  | + 1 s           |
| 6e | Arlenis Sierra        | Cuba      | Cuba      | + 1 s           |
| 7e | Juliette Labous       | France    | France    | + 1 s           |
| 8e | Katarzyna Niewiadoma  | Pologne   | Pologne   | + 1 s           |
| 9e | Elise Chabbey         | Suisse    | Suisse    | + 1 s           |
| 10e | Elisa Longo Borghini  | Italie    | Italie    | + 1 s           |

## Liste des participantes
| Italie ITA | Italie ITA           | Italie ITA |
| ---------- | -------------------- | ---------- |
| Num        | Coureuse             | Pos        |
| 1          | Elisa Balsamo        | 49e        |
| 2          | Elena Cecchini       | 48e        |
| 3          | Elisa Longo Borghini | 10e        |
| 4          | Marta Bastianelli    | 71e        |
| 5          | Silvia Persico       | 3e         |
| 6          | Silvia Zanardi       | 31e        |
| 7          | Sofia Bertizzolo     | 17e        |
| 8          | Vittoria Guazzini    | AB         |

| Autriche AUT | Autriche AUT            | Autriche AUT |
| ------------ | ----------------------- | ------------ |
| Num          | Coureuse                | Pos          |
| 9            | Carina Schrempf         | 33e          |
| 10           | Christina Schweinberger | NP           |
| 11           | Kathrin Schweinberger   | NP           |

| Pays-Bas NED | Pays-Bas NED         | Pays-Bas NED |
| ------------ | -------------------- | ------------ |
| Num          | Coureuse             | Pos          |
| 12           | Annemiek van Vleuten | 1re          |
| 13           | Demi Vollering       | NP           |
| 14           | Ellen van Dijk       | 24e          |
| 15           | Floortje Mackaij     | 36e          |
| 16           | Marianne Vos         | 14e          |
| 17           | Riejanne Markus      | 47e          |
| 18           | Shirin van Anrooij   | 51e          |

| France FRA | France FRA      | France FRA |
| ---------- | --------------- | ---------- |
| Num        | Coureuse        | Pos        |
| 19         | Aude Biannic    | AB         |
| 20         | Coralie Demay   | 68e        |
| 21         | Évita Muzic     | 41e        |
| 22         | Gladys Verhulst | AB         |
| 23         | Jade Wiel       | AB         |
| 24         | Juliette Labous | 7e         |
| 25         | Marie Le Net    | 53e        |

| Belgique BEL | Belgique BEL       | Belgique BEL |
| ------------ | ------------------ | ------------ |
| Num          | Coureuse           | Pos          |
| 26           | Jesse Vandenbulcke | AB           |
| 27           | Julie De Wilde     | 34e          |
| 28           | Julie Van de Velde | 43e          |
| 29           | Justine Ghekiere   | 19e          |
| 30           | Lotte Kopecky      | 2e           |
| 31           | Valerie Demey      | AB           |

| Australie AUS | Australie AUS   | Australie AUS |
| ------------- | --------------- | ------------- |
| Num           | Coureuse        | Pos           |
| 32            | Alexandra Manly | 15e           |
| 33            | Amanda Spratt   | 27e           |
| 34            | Brodie Chapman  | 21e           |
| 35            | Georgia Baker   | AB            |
| 36            | Grace Brown     | 35e           |
| 37            | Josie Talbot    | AB            |
| 38            | Sarah Roy       | 58e           |

| Danemark DEN | Danemark DEN          | Danemark DEN |
| ------------ | --------------------- | ------------ |
| Num          | Coureuse              | Pos          |
| 39           | Cecilie Uttrup Ludwig | 5e           |
| 40           | Emma Norsgaard        | AB           |
| 41           | Julie Norman Leth     | 77e          |
| 42           | Rebecca Koerner       | AB           |

| Pologne POL | Pologne POL              | Pologne POL |
| ----------- | ------------------------ | ----------- |
| Num         | Coureuse                 | Pos         |
| 43          | Agnieszka Skalniak-Sójka | 64e         |
| 44          | Dominika Włodarczyk      | 45e         |
| 45          | Karolina Kumięga         | AB          |
| 46          | Katarzyna Niewiadoma     | 8e          |
| 47          | Marta Jaskulska          | 60e         |
| 48          | Marta Lach               | AB          |

| États-Unis USA | États-Unis USA   | États-Unis USA |
| -------------- | ---------------- | -------------- |
| Num            | Coureuse         | Pos            |
| 49             | Emma Langley     | AB             |
| 50             | Heidi Franz      | 75e            |
| 51             | Kristen Faulkner | 61e            |
| 52             | Lauren Stephens  | AB             |
| 53             | Leah Thomas      | 38e            |
| 54             | Skylar Schneider | AB             |
| 55             | Veronica Ewers   | 23e            |

| Allemagne GER | Allemagne GER       | Allemagne GER |
| ------------- | ------------------- | ------------- |
| Num           | Coureuse            | Pos           |
| 56            | Franziska Koch      | 72e           |
| 57            | Lea Lin Teutenberg  | AB            |
| 58            | Liane Lippert       | 4e            |
| 59            | Mieke Kröger        | AB            |
| 60            | Ricarda Bauernfeind | 20e           |
| 61            | Romy Kasper         | 57e           |

| Espagne ESP | Espagne ESP      | Espagne ESP |
| ----------- | ---------------- | ----------- |
| Num         | Coureuse         | Pos         |
| 62          | Ane Santesteban  | 30e         |
| 63          | Idoia Eraso      | AB          |
| 64          | Lourdes Oyarbide | AB          |
| 65          | Mavi García      | 25e         |
| 66          | Sandra Alonso    | AB          |
| 67          | Sara Martín      | AB          |

| Suisse SUI | Suisse SUI     | Suisse SUI |
| ---------- | -------------- | ---------- |
| Num        | Coureuse       | Pos        |
| 68         | Elena Hartmann | 63e        |
| 69         | Elise Chabbey  | 9e         |
| 70         | Marlen Reusser | 13e        |
| 71         | Nicole Koller  | AB         |
| 72         | Noemi Rüegg    | 32e        |

| Grande-Bretagne GBR | Grande-Bretagne GBR | Grande-Bretagne GBR |
| ------------------- | ------------------- | ------------------- |
| Num                 | Coureuse            | Pos                 |
| 73                  | Alice Towers        | AB                  |
| 74                  | Anna Henderson      | 50e                 |
| 75                  | Anna Shackley       | 26e                 |
| 76                  | Elizabeth Holden    | 70e                 |
| 77                  | Elynor Bäckstedt    | AB                  |
| 78                  | Pfeiffer Georgi     | 16e                 |

| Afrique du Sud RSA | Afrique du Sud RSA | Afrique du Sud RSA |
| ------------------ | ------------------ | ------------------ |
| Num                | Coureuse           | Pos                |
| 79                 | Ashleigh Moolman   | 11e                |
| 80                 | Courteney Webb     | AB                 |
| 81                 | Hayley Preen       | 74e                |
| 82                 | Maude Le Roux      | AB                 |

| Nouvelle-Zélande NZL | Nouvelle-Zélande NZL | Nouvelle-Zélande NZL |
| -------------------- | -------------------- | -------------------- |
| Num                  | Coureuse             | Pos                  |
| 83                   | Ella Wyllie          | 40e                  |
| 84                   | Henrietta Christie   | AB                   |
| 85                   | Mikayla Harvey       | AB                   |
| 86                   | Niamh Fisher-Black   | 12e                  |

| Canada CAN | Canada CAN           | Canada CAN |
| ---------- | -------------------- | ---------- |
| Num        | Coureuse             | Pos        |
| 87         | Alison Jackson       | 18e        |
| 88         | Leah Kirchmann       | 46e        |
| 89         | Magdeleine Vallieres | AB         |
| 90         | Olivia Baril         | 37e        |
| 91         | Simone Boilard       | 22e        |

| Cuba CUB | Cuba CUB       | Cuba CUB |
| -------- | -------------- | -------- |
| Num      | Coureuse       | Pos      |
| 92       | Arlenis Sierra | 6e       |

| Suède SWE | Suède SWE          | Suède SWE |
| --------- | ------------------ | --------- |
| Num       | Coureuse           | Pos       |
| 93        | Caroline Andersson | AB        |
| 94        | Hanna Nilsson      | AB        |
| 95        | Julia Borgström    | 62e       |
| 96        | Nathalie Eklund    | 76e       |

| Colombie COL | Colombie COL      | Colombie COL |
| ------------ | ----------------- | ------------ |
| Num          | Coureuse          | Pos          |
| 97           | Diana Peñuela     | 69e          |
| 98           | Marcela Hernández | 66e          |
| 99           | Natalia Franco    | AB           |
| 100          | Paula Patiño      | 28e          |

| Norvège NOR | Norvège NOR        | Norvège NOR |
| ----------- | ------------------ | ----------- |
| Num         | Coureuse           | Pos         |
| 101         | Anne Dorthe Ysland | 55e         |
| 102         | Ingvild Gåskjenn   | 67e         |
| 103         | Katrine Aalerud    | AB          |
| 104         | Mari Hole Mohr     | 39e         |
| 105         | Marte Berg Edseth  | AB          |

| Ouzbekistan UZB | Ouzbekistan UZB   | Ouzbekistan UZB |
| --------------- | ----------------- | --------------- |
| Num             | Coureuse          | Pos             |
| 106             | Olga Zabelinskaïa | 44e             |
| 107             | Yanina Kuskova    | AB              |

| Slovénie SLO | Slovénie SLO  | Slovénie SLO |
| ------------ | ------------- | ------------ |
| Num          | Coureuse      | Pos          |
| 108          | Eugenia Bujak | 56e          |
| 109          | Špela Kern    | 65e          |
| 110          | Urša Pintar   | 42e          |

| Tchéquie CZE | Tchéquie CZE     | Tchéquie CZE |
| ------------ | ---------------- | ------------ |
| Num          | Coureuse         | Pos          |
| 111          | Kateřina Nash    | 78e          |
| 112          | Tereza Neumanová | AB           |

| Thaïlande THA | Thaïlande THA     | Thaïlande THA |
| ------------- | ----------------- | ------------- |
| Num           | Coureuse          | Pos           |
| 113           | Chaniporn Batriya | AB            |
| 114           | Phetdarin Somrat  | AB            |

| Serbie SRB | Serbie SRB  | Serbie SRB |
| ---------- | ----------- | ---------- |
| Num        | Coureuse    | Pos        |
| 115        | Jelena Erić | 52e        |

| Luxembourg LUX | Luxembourg LUX | Luxembourg LUX |
| -------------- | -------------- | -------------- |
| Num            | Coureuse       | Pos            |
| 116            | Nina Berton    | 73e            |

| Érythrée ERI | Érythrée ERI  | Érythrée ERI |
| ------------ | ------------- | ------------ |
| Num          | Coureuse      | Pos          |
| 117          | Danait Fitsum | AB           |

| Lituanie LTU | Lituanie LTU   | Lituanie LTU |
| ------------ | -------------- | ------------ |
| Num          | Coureuse       | Pos          |
| 118          | Rasa Leleivytė | 59e          |

| Ukraine UKR | Ukraine UKR     | Ukraine UKR |
| ----------- | --------------- | ----------- |
| Num         | Coureuse        | Pos         |
| 119         | Daryna Nahuliak | AB          |
| 120         | Marina Varenyk  | AB          |

| Brésil BRA | Brésil BRA            | Brésil BRA |
| ---------- | --------------------- | ---------- |
| Num        | Coureuse              | Pos        |
| 121        | Ana Vitória Magalhães | AB         |

| Argentine ARG | Argentine ARG  | Argentine ARG |
| ------------- | -------------- | ------------- |
| Num           | Coureuse       | Pos           |
| 122           | Luciana Roland | AB            |

| Japon JPN | Japon JPN    | Japon JPN |
| --------- | ------------ | --------- |
| Num       | Coureuse     | Pos       |
| 123       | Eri Yonamine | 29e       |

| Israël ISR | Israël ISR   | Israël ISR |
| ---------- | ------------ | ---------- |
| Num        | Coureuse     | Pos        |
| 124        | Omer Shapira | 54e        |

| Slovaquie SVK | Slovaquie SVK  | Slovaquie SVK |
| ------------- | -------------- | ------------- |
| Num           | Coureuse       | Pos           |
| 125           | Nora Jenčušová | AB            |

| Hong Kong HKG | Hong Kong HKG  | Hong Kong HKG |
| ------------- | -------------- | ------------- |
| Num           | Coureuse       | Pos           |
| 126           | Wing Yee Leung | AB            |

| Algérie ALG | Algérie ALG    | Algérie ALG |
| ----------- | -------------- | ----------- |
| Num         | Coureuse       | Pos         |
| 127         | Nesrine Houili | AB          |

| Rwanda RWA | Rwanda RWA           | Rwanda RWA |
| ---------- | -------------------- | ---------- |
| Num        | Coureuse             | Pos        |
| 128        | Valantine Nzayisenga | AB         |

| Émirats arabes unis UAE | Émirats arabes unis UAE | Émirats arabes unis UAE |
| ----------------------- | ----------------------- | ----------------------- |
| Num                     | Coureuse                | Pos                     |
| 130                     | Safia Al Sayegh         | AB                      |

| Italie ITA | Italie ITA           | Italie ITA |
| ---------- | -------------------- | ---------- |
| Num        | Coureuse             | Pos        |
| 1          | Elisa Balsamo        | 49e        |
| 2          | Elena Cecchini       | 48e        |
| 3          | Elisa Longo Borghini | 10e        |
| 4          | Marta Bastianelli    | 71e        |
| 5          | Silvia Persico       | 3e         |
| 6          | Silvia Zanardi       | 31e        |
| 7          | Sofia Bertizzolo     | 17e        |
| 8          | Vittoria Guazzini    | AB         |

| Autriche AUT | Autriche AUT            | Autriche AUT |
| ------------ | ----------------------- | ------------ |
| Num          | Coureuse                | Pos          |
| 9            | Carina Schrempf         | 33e          |
| 10           | Christina Schweinberger | NP           |
| 11           | Kathrin Schweinberger   | NP           |

| Pays-Bas NED | Pays-Bas NED         | Pays-Bas NED |
| ------------ | -------------------- | ------------ |
| Num          | Coureuse             | Pos          |
| 12           | Annemiek van Vleuten | 1re          |
| 13           | Demi Vollering       | NP           |
| 14           | Ellen van Dijk       | 24e          |
| 15           | Floortje Mackaij     | 36e          |
| 16           | Marianne Vos         | 14e          |
| 17           | Riejanne Markus      | 47e          |
| 18           | Shirin van Anrooij   | 51e          |

| France FRA | France FRA      | France FRA |
| ---------- | --------------- | ---------- |
| Num        | Coureuse        | Pos        |
| 19         | Aude Biannic    | AB         |
| 20         | Coralie Demay   | 68e        |
| 21         | Évita Muzic     | 41e        |
| 22         | Gladys Verhulst | AB         |
| 23         | Jade Wiel       | AB         |
| 24         | Juliette Labous | 7e         |
| 25         | Marie Le Net    | 53e        |

| Belgique BEL | Belgique BEL       | Belgique BEL |
| ------------ | ------------------ | ------------ |
| Num          | Coureuse           | Pos          |
| 26           | Jesse Vandenbulcke | AB           |
| 27           | Julie De Wilde     | 34e          |
| 28           | Julie Van de Velde | 43e          |
| 29           | Justine Ghekiere   | 19e          |
| 30           | Lotte Kopecky      | 2e           |
| 31           | Valerie Demey      | AB           |

| Australie AUS | Australie AUS   | Australie AUS |
| ------------- | --------------- | ------------- |
| Num           | Coureuse        | Pos           |
| 32            | Alexandra Manly | 15e           |
| 33            | Amanda Spratt   | 27e           |
| 34            | Brodie Chapman  | 21e           |
| 35            | Georgia Baker   | AB            |
| 36            | Grace Brown     | 35e           |
| 37            | Josie Talbot    | AB            |
| 38            | Sarah Roy       | 58e           |

| Danemark DEN | Danemark DEN          | Danemark DEN |
| ------------ | --------------------- | ------------ |
| Num          | Coureuse              | Pos          |
| 39           | Cecilie Uttrup Ludwig | 5e           |
| 40           | Emma Norsgaard        | AB           |
| 41           | Julie Norman Leth     | 77e          |
| 42           | Rebecca Koerner       | AB           |

| Pologne POL | Pologne POL              | Pologne POL |
| ----------- | ------------------------ | ----------- |
| Num         | Coureuse                 | Pos         |
| 43          | Agnieszka Skalniak-Sójka | 64e         |
| 44          | Dominika Włodarczyk      | 45e         |
| 45          | Karolina Kumięga         | AB          |
| 46          | Katarzyna Niewiadoma     | 8e          |
| 47          | Marta Jaskulska          | 60e         |
| 48          | Marta Lach               | AB          |

| États-Unis USA | États-Unis USA   | États-Unis USA |
| -------------- | ---------------- | -------------- |
| Num            | Coureuse         | Pos            |
| 49             | Emma Langley     | AB             |
| 50             | Heidi Franz      | 75e            |
| 51             | Kristen Faulkner | 61e            |
| 52             | Lauren Stephens  | AB             |
| 53             | Leah Thomas      | 38e            |
| 54             | Skylar Schneider | AB             |
| 55             | Veronica Ewers   | 23e            |

| Allemagne GER | Allemagne GER       | Allemagne GER |
| ------------- | ------------------- | ------------- |
| Num           | Coureuse            | Pos           |
| 56            | Franziska Koch      | 72e           |
| 57            | Lea Lin Teutenberg  | AB            |
| 58            | Liane Lippert       | 4e            |
| 59            | Mieke Kröger        | AB            |
| 60            | Ricarda Bauernfeind | 20e           |
| 61            | Romy Kasper         | 57e           |

| Espagne ESP | Espagne ESP      | Espagne ESP |
| ----------- | ---------------- | ----------- |
| Num         | Coureuse         | Pos         |
| 62          | Ane Santesteban  | 30e         |
| 63          | Idoia Eraso      | AB          |
| 64          | Lourdes Oyarbide | AB          |
| 65          | Mavi García      | 25e         |
| 66          | Sandra Alonso    | AB          |
| 67          | Sara Martín      | AB          |

| Suisse SUI | Suisse SUI     | Suisse SUI |
| ---------- | -------------- | ---------- |
| Num        | Coureuse       | Pos        |
| 68         | Elena Hartmann | 63e        |
| 69         | Elise Chabbey  | 9e         |
| 70         | Marlen Reusser | 13e        |
| 71         | Nicole Koller  | AB         |
| 72         | Noemi Rüegg    | 32e        |

| Grande-Bretagne GBR | Grande-Bretagne GBR | Grande-Bretagne GBR |
| ------------------- | ------------------- | ------------------- |
| Num                 | Coureuse            | Pos                 |
| 73                  | Alice Towers        | AB                  |
| 74                  | Anna Henderson      | 50e                 |
| 75                  | Anna Shackley       | 26e                 |
| 76                  | Elizabeth Holden    | 70e                 |
| 77                  | Elynor Bäckstedt    | AB                  |
| 78                  | Pfeiffer Georgi     | 16e                 |

| Afrique du Sud RSA | Afrique du Sud RSA | Afrique du Sud RSA |
| ------------------ | ------------------ | ------------------ |
| Num                | Coureuse           | Pos                |
| 79                 | Ashleigh Moolman   | 11e                |
| 80                 | Courteney Webb     | AB                 |
| 81                 | Hayley Preen       | 74e                |
| 82                 | Maude Le Roux      | AB                 |

| Nouvelle-Zélande NZL | Nouvelle-Zélande NZL | Nouvelle-Zélande NZL |
| -------------------- | -------------------- | -------------------- |
| Num                  | Coureuse             | Pos                  |
| 83                   | Ella Wyllie          | 40e                  |
| 84                   | Henrietta Christie   | AB                   |
| 85                   | Mikayla Harvey       | AB                   |
| 86                   | Niamh Fisher-Black   | 12e                  |

| Canada CAN | Canada CAN           | Canada CAN |
| ---------- | -------------------- | ---------- |
| Num        | Coureuse             | Pos        |
| 87         | Alison Jackson       | 18e        |
| 88         | Leah Kirchmann       | 46e        |
| 89         | Magdeleine Vallieres | AB         |
| 90         | Olivia Baril         | 37e        |
| 91         | Simone Boilard       | 22e        |

| Cuba CUB | Cuba CUB       | Cuba CUB |
| -------- | -------------- | -------- |
| Num      | Coureuse       | Pos      |
| 92       | Arlenis Sierra | 6e       |

| Suède SWE | Suède SWE          | Suède SWE |
| --------- | ------------------ | --------- |
| Num       | Coureuse           | Pos       |
| 93        | Caroline Andersson | AB        |
| 94        | Hanna Nilsson      | AB        |
| 95        | Julia Borgström    | 62e       |
| 96        | Nathalie Eklund    | 76e       |

| Colombie COL | Colombie COL      | Colombie COL |
| ------------ | ----------------- | ------------ |
| Num          | Coureuse          | Pos          |
| 97           | Diana Peñuela     | 69e          |
| 98           | Marcela Hernández | 66e          |
| 99           | Natalia Franco    | AB           |
| 100          | Paula Patiño      | 28e          |

| Norvège NOR | Norvège NOR        | Norvège NOR |
| ----------- | ------------------ | ----------- |
| Num         | Coureuse           | Pos         |
| 101         | Anne Dorthe Ysland | 55e         |
| 102         | Ingvild Gåskjenn   | 67e         |
| 103         | Katrine Aalerud    | AB          |
| 104         | Mari Hole Mohr     | 39e         |
| 105         | Marte Berg Edseth  | AB          |

| Ouzbekistan UZB | Ouzbekistan UZB   | Ouzbekistan UZB |
| --------------- | ----------------- | --------------- |
| Num             | Coureuse          | Pos             |
| 106             | Olga Zabelinskaïa | 44e             |
| 107             | Yanina Kuskova    | AB              |

| Slovénie SLO | Slovénie SLO  | Slovénie SLO |
| ------------ | ------------- | ------------ |
| Num          | Coureuse      | Pos          |
| 108          | Eugenia Bujak | 56e          |
| 109          | Špela Kern    | 65e          |
| 110          | Urša Pintar   | 42e          |

| Tchéquie CZE | Tchéquie CZE     | Tchéquie CZE |
| ------------ | ---------------- | ------------ |
| Num          | Coureuse         | Pos          |
| 111          | Kateřina Nash    | 78e          |
| 112          | Tereza Neumanová | AB           |

| Thaïlande THA | Thaïlande THA     | Thaïlande THA |
| ------------- | ----------------- | ------------- |
| Num           | Coureuse          | Pos           |
| 113           | Chaniporn Batriya | AB            |
| 114           | Phetdarin Somrat  | AB            |

| Serbie SRB | Serbie SRB  | Serbie SRB |
| ---------- | ----------- | ---------- |
| Num        | Coureuse    | Pos        |
| 115        | Jelena Erić | 52e        |

| Luxembourg LUX | Luxembourg LUX | Luxembourg LUX |
| -------------- | -------------- | -------------- |
| Num            | Coureuse       | Pos            |
| 116            | Nina Berton    | 73e            |

| Érythrée ERI | Érythrée ERI  | Érythrée ERI |
| ------------ | ------------- | ------------ |
| Num          | Coureuse      | Pos          |
| 117          | Danait Fitsum | AB           |

| Lituanie LTU | Lituanie LTU   | Lituanie LTU |
| ------------ | -------------- | ------------ |
| Num          | Coureuse       | Pos          |
| 118          | Rasa Leleivytė | 59e          |

| Ukraine UKR | Ukraine UKR     | Ukraine UKR |
| ----------- | --------------- | ----------- |
| Num         | Coureuse        | Pos         |
| 119         | Daryna Nahuliak | AB          |
| 120         | Marina Varenyk  | AB          |

| Brésil BRA | Brésil BRA            | Brésil BRA |
| ---------- | --------------------- | ---------- |
| Num        | Coureuse              | Pos        |
| 121        | Ana Vitória Magalhães | AB         |

| Argentine ARG | Argentine ARG  | Argentine ARG |
| ------------- | -------------- | ------------- |
| Num           | Coureuse       | Pos           |
| 122           | Luciana Roland | AB            |

| Japon JPN | Japon JPN    | Japon JPN |
| --------- | ------------ | --------- |
| Num       | Coureuse     | Pos       |
| 123       | Eri Yonamine | 29e       |

| Israël ISR | Israël ISR   | Israël ISR |
| ---------- | ------------ | ---------- |
| Num        | Coureuse     | Pos        |
| 124        | Omer Shapira | 54e        |

| Slovaquie SVK | Slovaquie SVK  | Slovaquie SVK |
| ------------- | -------------- | ------------- |
| Num           | Coureuse       | Pos           |
| 125           | Nora Jenčušová | AB            |

| Hong Kong HKG | Hong Kong HKG  | Hong Kong HKG |
| ------------- | -------------- | ------------- |
| Num           | Coureuse       | Pos           |
| 126           | Wing Yee Leung | AB            |

| Algérie ALG | Algérie ALG    | Algérie ALG |
| ----------- | -------------- | ----------- |
| Num         | Coureuse       | Pos         |
| 127         | Nesrine Houili | AB          |

| Rwanda RWA | Rwanda RWA           | Rwanda RWA |
| ---------- | -------------------- | ---------- |
| Num        | Coureuse             | Pos        |
| 128        | Valantine Nzayisenga | AB         |

| Émirats arabes unis UAE | Émirats arabes unis UAE | Émirats arabes unis UAE |
| ----------------------- | ----------------------- | ----------------------- |
| Num                     | Coureuse                | Pos                     |
| 130                     | Safia Al Sayegh         | AB                      |